# Songkhla (Provinz)
Songkhla (Thai: สงขลา) ist eine Provinz (Changwat) in der Südregion von Thailand. Die Hauptstadt der Provinz Songkhla heißt ebenfalls Songkhla.

## Allgemeines
Der Name Songkhla geht auf die alte Bezeichnung Singhala (Stadt der Löwen) zurück, nahe der Provinzhauptstadt liegt ein Berg mit der Gestalt eines Löwen. Im Gegensatz zu den meisten anderen Provinzen Thailands ist die Provinzhauptstadt nicht die größte Stadt der Provinz, sondern in diesem Falle Hat Yai.
Gouverneur der Provinz ist seit Krisda Boonrach.

## Lage
Songkhla liegt auf der Halbinsel von Malakka an der Küste des Golf von Thailand. Die höchste Erhebung ist der Khao Mai Kaeo mit 821 Meter über dem Meer. Der Küstenverlauf ist geprägt von sandigen Uferböschungen.
Im Norden hat die Provinz Anteil am Thale Sap, dem größten natürliche See des Landes. Dieser flache See hat eine Nord-Süd-Ausdehnung von etwa 78 Kilometer und bedeckt eine Fläche von 1040 km². Die Ufer gehen in flache Landschaft über. An der Mündung des Sees in den Golf von Thailand geht das Süßwasser in Brackwasser über, die Mündung ist Lebensraum für außergewöhnliche und seltene Tiere.
Der ihm recht ähnliche Thale Sap Songkhla, auch Songkhla-See, liegt südlich von Ersterem, sowie nördlich und westlich der Provinzhauptstadt Songkhla, ist mit ihm als Teil eines Lagunensystems verbunden und gehört ganz zum Territorium.
Im Süden erheben sich Gebirgszüge, die eine natürliche Grenze zu Malaysia bilden.
| Angrenzende Provinzen und Gebiete: | Angrenzende Provinzen und Gebiete:  |
| ---------------------------------- | ----------------------------------- |
| Norden                             | Phatthalung und Nakhon Si Thammarat |
| Osten                              | Golf von Siam und Pattani           |
| Süden                              | Yala und die Grenze zu Malaysia     |
| Westen                             | Satun                               |

### Wichtige Städte
- Hat Yai

### Klima
Das Klima ist tropisch-monsunal und wie in allen südlichen Provinzen des Landes sehr feucht. Die Höchsttemperatur im Jahr 2008 betrug 36,7 °C, die tiefste Temperatur wurde mit 23,2 °C gemessen. An 153 Regentagen fielen in demselben Jahr 2119,3 mm Niederschlag.

## Klima
|                       | Jan  | Feb  | Mär  | Apr  | Mai   | Jun  | Jul  | Aug   | Sep   | Okt   | Nov   | Dez   |   |         |
| Mittl. Tagesmax. (°C) | 29,6 | 30,4 | 31,4 | 32,4 | 33,0  | 32,8 | 32,7 | 32,7  | 32,1  | 31,1  | 29,5  | 29,0  | ⌀ | 31,4    |
| Mittl. Tagesmin. (°C) | 24,3 | 24,4 | 24,6 | 25,0 | 25,1  | 24,8 | 24,4 | 24,4  | 24,2  | 24,1  | 24,1  | 24,2  | ⌀ | 24,5    |
|                       |      |      |      |      |       |      |      |       |       |       |       |       |   |         |
| Niederschlag (mm)     | 59,9 | 35,3 | 47,2 | 79,6 | 119,5 | 93,0 | 91,5 | 109,0 | 130,5 | 247,7 | 553,8 | 418,1 | Σ | 1.985,1 |
|                       |      |      |      |      |       |      |      |       |       |       |       |       |   |         |
| Sonnenstunden (h/d)   | 8,2  | 8,8  | 8,5  | 8,8  | 7,5   | 6,9  | 6,9  | 6,9   | 6,3   | 5,9   | 5,3   | 5,9   | ⌀ | 7,1     |
|                       |      |      |      |      |       |      |      |       |       |       |       |       |   |         |
| Regentage (d)         | 9,0  | 3,7  | 5,7  | 7,8  | 12,7  | 12,4 | 12,5 | 13,3  | 14,3  | 20,3  | 22,5  | 19,7  | Σ | 153,9   |
|                       |      |      |      |      |       |      |      |       |       |       |       |       |   |         |
| Luftfeuchtigkeit (%)  | 77   | 77   | 77   | 78   | 80    | 79   | 79   | 78    | 80    | 83    | 85    | 82    | ⌀ | 79,6    |

| 24,3 |

| 24,4 |

| 24,6 |

| 25,0 |

| 25,1 |

| 24,8 |

| 24,4 |

| 24,4 |

| 24,2 |

| 24,1 |

| 24,1 |

| 24,2 |

| 24,3 |

| 24,4 |

| 24,6 |

| 25,0 |

| 25,1 |

| 24,8 |

| 24,4 |

| 24,4 |

| 24,2 |

| 24,1 |

| 24,1 |

| 24,2 |

## Bevölkerung
Nach den Daten der Volkszählung im Jahr 2000 waren 99,8 % der Bewohner thailändische Staatsbürger. 76,6 % waren Buddhisten, 23,2 % Muslime. Letztere konzentrierten sich vor allem in den fünf südlichen und östlichen Amphoe Chana, Thepha, Na Thawi, Saba Yoi und Sadao, wo sie die Bevölkerungsmehrheit stellten. 4,6 % der Bewohner gaben an, Malaiisch (bzw. einen malaiischen Dialekt, das Yawi) zu sprechen. Die thailändischsprachigen Muslime werden Sam-Sam genannt.
Nicht aus den Daten der Volkszählung abzulesen ist der Anteil chinesischstämmiger Thailänder, weil diese stark integriert sind und heute überwiegend Thai sprechen. Dennoch ist ihr Erbe in dieser Provinz sehr präsent. Das wird beispielsweise durch das öffentlichkeitswirksame Feiern chinesischer Feste offenbar, etwa des chinesischen Neujahrsfests, des Mondfests in Songkhla und des Fests der neun Kaisergötter in Hat Yai, ebenso wie durch das Aufstellen von Statuen der aus dem chinesischen Mahayana-Buddhismus stammenden Bodhisattva Guanyin oder aus der Hokkien-chinesischen Volksreligion stammende Geistermedien-Rituale (tang-ki).

## Wirtschaft und Bedeutung
Songkhla ist neben Phatthalung und Nakhon Si Thammarat der größte Reisproduzent im Süden Thailands. Mittelpunkt der wirtschaftlichen Entwicklung der Provinz ist die größte Stadt Hat Yai.
Der Songkhla-See ist reich an Fischen. Ein Großteil der Bevölkerung lebt vom Fischfang. Durch die Provinz und den Songkhla-See wurde die südlichste (inzwischen verworfene) Variante des Kra-Kanals projektiert.
Im Jahr 2008 betrug das „Gross Provincial Product“ (Bruttoinlandsprodukt) der Provinz 166.174 Millionen Baht. Der Mindestlohn in der Provinz beträgt 176 Baht pro Tag (etwa 4 €).

### Daten
Die unten stehende Tabelle zeigt den Anteil der Wirtschaftszweige am Gross Provincial Product in Prozent.
| Wirtschaftszweig | 2006 | 2007 | 2008 |
| ---------------- | ---- | ---- | ---- |
| Landwirtschaft   | 19,5 | 19,6 | 20,2 |
| Industrie        | 28,8 | 28,4 | 27,7 |
| Andere           | 51,7 | 52,0 | 52,1 |

Alle Angaben in %

### Landnutzung
Für die Provinz ist die folgende Landnutzung dokumentiert:
- Waldfläche: 688.862 Rai (430,5 km²), 14,9 % der Gesamtfläche
- Landwirtschaftlich genutzte Fläche: 2.277.479 Rai (1.423.4 km²), 49,3 % der Gesamtfläche
- Nicht klassifizierte Fläche: 1.654.840 Rai (1.034,3 km²), 35,8 % der Gesamtfläche

## Verkehr

### Flughafen
- Flughafen Hat Yai

### Eisenbahn
- Bahnhof Hat Yai
- Bahnhof Chana
- Bahnhof Tha Maenglak
- Bahnhof Ko Sa Bo
- Bahnhof Thepha
- Bahnhof Tapaet
- Grenzbahnhof Padang Besar

### Busverkehr
- Busterminal Songkhla
- Busterminal Hat Yai

### Straßen
Wichtigste Straßenverkehrsachsen der Provinz sind die Thanon Phetkasem (Nationalstraße 4), der Asian Highway 2, der Bangkok mit Kuala Lumpur und Singapur verbindet, sowie die Nationalstraßen 42 und 43. Die 2,6 Kilometer lange Tinsulanonda-Brücke ist Thailands längste Betonbrücke. Sie verbindet die Insel Ko Yo mit der Stadt Songkhla und Amphoe Singhanakhon.

## Bildungseinrichtungen

### Universitäten
- Prince of Songkhla-University, Teile in Hat Yai, Pattani, Phuket, Surat Thani und Trang
- Thaksin-Universität
- Rajabhat-Universität Songkhla
- Rajamangala University of Technology Srivijaya Southern Campus

### Colleges
- Tinnasulanon Fishery College
- Songkhla Nursing College
- Songkhla Technology College
- Songkhla Polytechnic College
- Hat Yai Technical College
- Internationale Buddhistische Hochschule
- Mahapanya Vidayalai, internationale buddhistische Hochschule der Mahayana-Richtung

## Geschichte
Bewohner aus den Berghöhlen sind vor mindestens 3000 Jahren an den Songkhla-See und auf die Halbinsel Sathing Phra gelangt und siedelten dort. Funde aus der Bronzezeit zeigen eine frühe Wirtschafts- und Handelstätigkeit entlang der Küste am Golf von Siam. Bereits im 1. und 2. Jahrhundert siedelten sich indische Fischer und Kaufleute auf der Halbinsel Sathing Phra an. Es bildete sich eine frühe Hafenstadt, über die im 9. Jahrhundert der Mahayana-Buddhismus eingeführt wurde. Im 12. Jahrhundert, nachdem das Reich Srivijaya untergegangen war, konvertierten die Bewohner zum Theravada-Buddhismus von Ceylon.

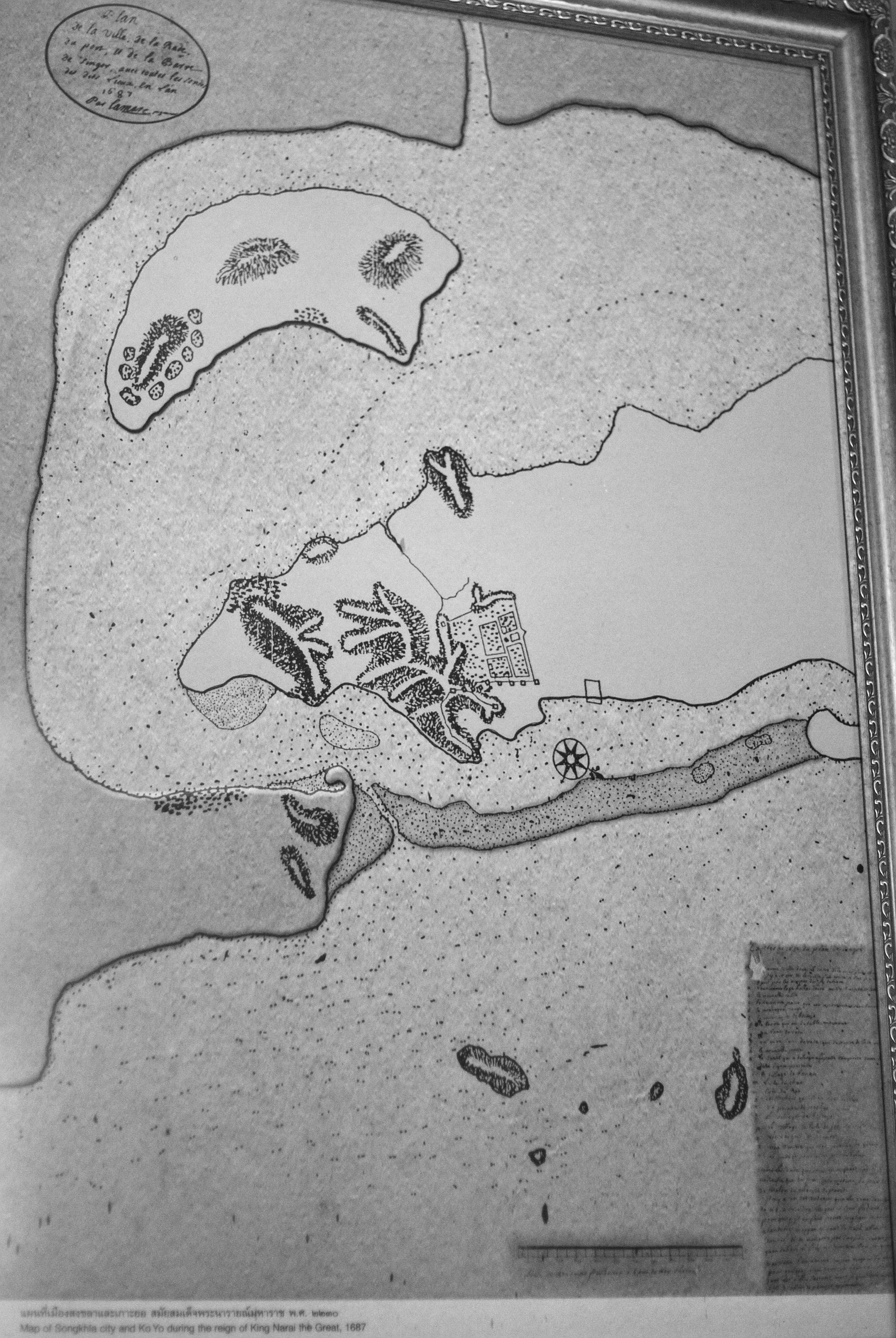
Französische Karte von Songkhla, 1687.

Um 1605 ließ Dato Moghal (oder Mogol), ein aus Persien stammender, muslimischer Führer die Stadt Hua Khao Daeng zu einer befestigten Hafenstadt für den Überseehandel ausbauen. Er rief sich selbst zum Sultan von Singora aus, erkannte jedoch die Oberherrschaft des Königreichs Ayutthaya an. Durch eine liberale Wirtschaftspolitik und Zollfreiheit entwickelte sich Singora zu einem wichtigen Hafen für den Handel über die Malaiische Halbinsel, in Konkurrenz zu Nakhon Si Thammarat und Pattani. Dato Moghals Sohn, Sultan Sulaiman, erklärte Singora 1642 für unabhängig von Ayutthaya. Im Jahr 1680 nahmen die Truppen des siamesischen Königs Narai die Stadt ein und zerstörten sie vollständig.
Im Jahr 1685 bot Siams Außenminister Constantine Phaulkon an, Singora an Frankreich abzutreten. Die Französische Ostindienkompanie sollte hier eine Handelsniederlassung und Militärstützpunkt errichten. Zum Abschluss der Zession reiste der siamesische Gesandte Kosa Pan 1686/87 nach Versailles. Der französische Marineminister Marquis de Seignelay lehnte jedoch ab: Es gebe keinen brauchbaren Hafen, der Ort sei verwüstet und völlig nutzlos.

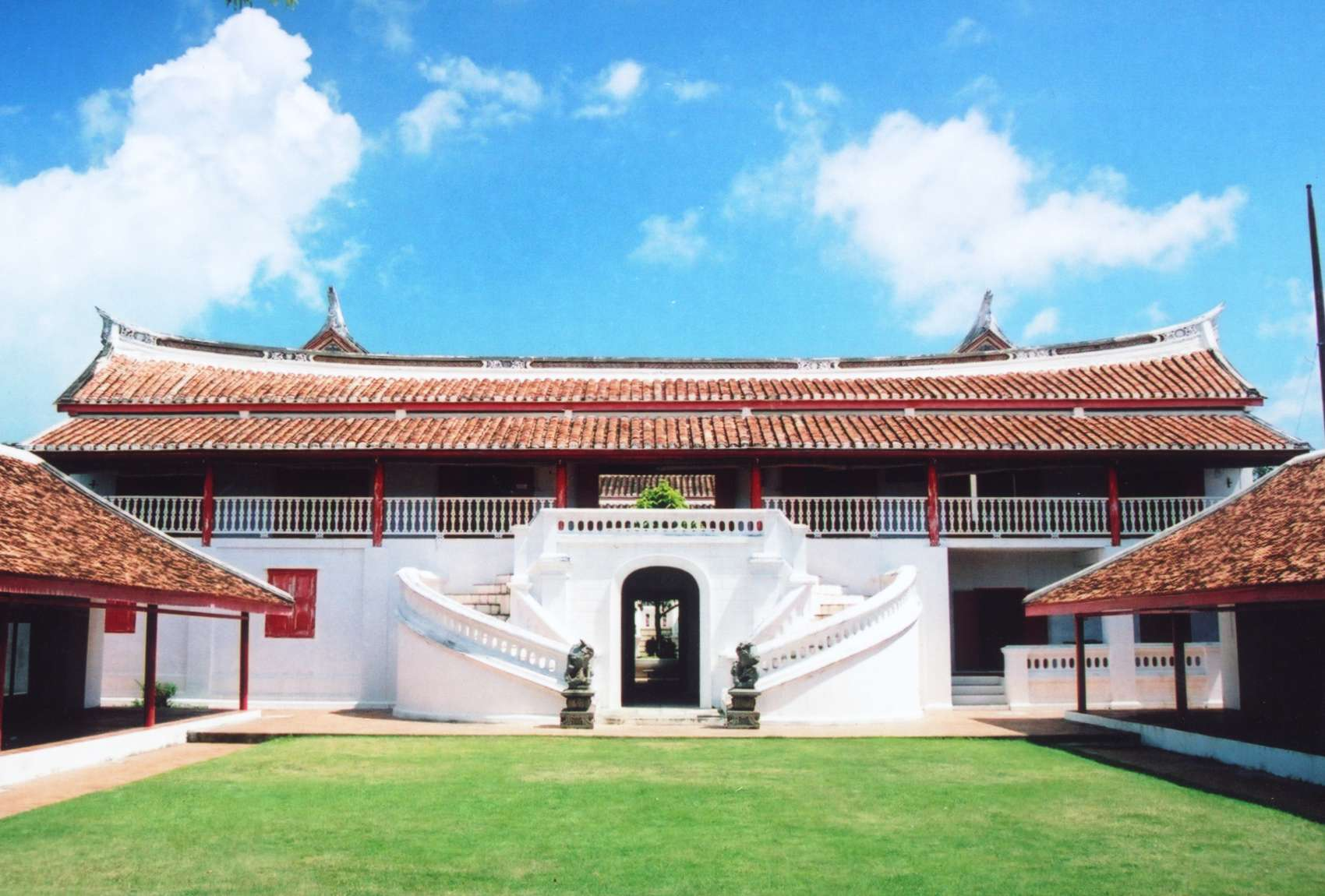
Das Nationalmuseum von Songkhla, ehemalige Residenz der Gouverneursfamilie Na Songkhla

Songkhla wurde vorerst ein Teil der Provinz Phatthalung und später Nakhon Si Thammarat. Die Stadt wuchs aber wieder unter Führung der chinesischen Händlerschaft. Mehr Häuser wurden auf einer schmalen Ebene am Ende der Halbinsel Sathing Phra erbaut. 1777 ernannte König Taksin den chinesischstämmigen Vogelnest-Steuerpächter Chin Yiang Sae Hao, Chef der wirtschaftlich einflussreichsten Familie, zum Gouverneur der Provinz Songkhla. Der dabei geschasste vorherige Gouverneur zettelte 1786 eine Revolte an, die erst nach vier Monaten zurückgedrängt wurde. Das Gouverneursamt blieb über acht Generationen – 126 Jahre – in der Familie Yiangs. Sie bekam später den Familiennamen Na Songkhla verliehen.
Im Rahmen der Zentralisierung der siamesischen Provinzverwaltung wurde 1901 der achte Gouverneur der Na Songkhla-Familie in den Ruhestand versetzt. Songkhla wurde daraufhin Bestandteil des Monthon Nakhon Si Thammarat. Man ließ eine große Kautschukplantage errichten. 1933 wurden die Monthon wieder abgeschafft und alle Provinzen direkt der Zentralregierung unterstellt.
Siehe auch: Geschichte Thailands und entsprechender Eintrag in Songkhla

## Sehenswürdigkeiten
(Siehe Eintrag in Songkhla)
- Halbinsel Sathing Phra – mit vielen schönen Stränden und alten Anlagen aus der Zeit des Reiches Srivijaya.
- Khao Nam Khang – (Amphoe Na Thawi), einst geheimes Höhlensystem für kommunistische Guerilla, heute ein Touristenattraktion mit Shops und Restaurants unter der Erde. Die Höhlen wurden in nur neun Jahren von Hand ausgehoben und bilden das längste von Menschenhand geschaffene Höhlensystem Thailands.
- Boriphat-Wasserfall – (Amphoe Rattaphum), im dichten immergrünen Regenwald fällt das Wasser über mehrere Kliffs in einen idyllischen Badesee.

## Wappen
Das Wappen der Provinz zeigt das Haus einer Meeresschnecke auf einem Gefäß mit Glasdekoration. Das Schneckenhaus deutet wohl auf die lange Meeresküste zum Golf von Siam hin. Es wurde vermutlich ursprünglich als dekoratives Element vom Fürsten von Songkhla am Sakko (Jacket) getragen.
Als Symbolpflanze der Provinz gilt der Niembaum (Azadirachta excelsa).
Der Wahlspruch der Provinz Songkhla lautet:
„Viele Wasservögel kann man beobachten,
Der Strand von Samila ist schön und sauber,
Die große Stadt grenzt an zwei Seen,
Das reichste Geschäftszentrum im Süden,
Die Brücke erinnert an den Staatsmann Pa,
Voller farbiger Blumen namens Fuang Fa.“

## Politik
Songkhla ist die Heimatprovinz von Prem Tinsulanonda, einem General und Politiker, der von 1980 bis 1988 Ministerpräsident war und seit 1995 Präsident des Kronrats ist. Er erfreut sich aufgrund seiner Herkunft großer Beliebtheit in Songkhla. Dem tragen das ihm gewidmete Pathammaron-Museum, die nach ihm benannte Tinsulanonda-Brücke (die längste Betonbrücke Thailands) und das Tinsulanon-Stadion Rechnung.
Von Prems Popularität versucht auch die örtliche Demokratische Partei zu profitieren, der Prem zwar nicht angehört (er war immer parteilos), die aber seiner Regierung angehörte und die sich als Vertreterin seiner Politik präsentiert. Bei jeder Wahl seit 1992 gewann sie alle Wahlkreise der Provinz. Auch ein auf nationaler Ebene prominenter Politiker der Demokraten, der ehemalige Parteivize und stellvertretende Ministerpräsident Trairong Suwankiri kommt aus dieser Provinz. Beim Verfassungsreferendum 2007 gehörte Songkhla zu den Provinzen mit den höchsten Zustimmungsraten (91,0 % 	gegenüber 7,5 % Neinstimmen).

## Verwaltungseinheiten

### Provinzverwaltung
Die Provinz ist in 16 Kreise (Amphoe) unterteilt. Diese sind weiter in 127 Gemeinden (Tambon) und 987 Dörfer (Muban) unterteilt.
| \| Nr. \| Amphoe-Name \| Thai \| \| --- \| ----------------------- \| --------------- \| \| 01 \| Amphoe Mueang Songkhla \| อำเภอเมืองสงขลา \| \| 02 \| Amphoe Sathing Phra \| อำเภอสทิงพระ \| \| 03 \| Amphoe Chana \| อำเภอจะนะ \| \| 04 \| Amphoe Na Thawi \| อำเภอนาทวี \| \| 05 \| Amphoe Thepha \| อำเภอเทพา \| \| 06 \| Amphoe Saba Yoi \| อำเภอสะบ้าย้อย \| \| 07 \| Amphoe Ranot \| อำเภอระโนด \| \| 08 \| Amphoe Krasae Sin \| อำเภอกระแสสินธุ์ \| \| 09 \| Amphoe Rattaphum \| อำเภอรัตภูมิ \| \| 10 \| Amphoe Sadao \| อำเภอสะเดา \| \| 11 \| Amphoe Hat Yai \| อำเภอหาดใหญ่ \| \| 12 \| Amphoe Na Mom \| อำเภอนาหม่อม \| \| 13 \| Amphoe Khuan Niang \| อำเภอควนเนียง \| \| 14 \| Amphoe Bang Klam \| อำเภอบางกล่ำ \| \| 15 \| Amphoe Singhanakhon \| อำเภอสิงหนคร \| \| 16 \| Amphoe Khlong Hoi Khong \| อำเภอคลองหอยโข่ง \| |                         |                 |
| Nr. | Amphoe-Name             | Thai            |
| 01 | Amphoe Mueang Songkhla  | อำเภอเมืองสงขลา  |
| 02 | Amphoe Sathing Phra     | อำเภอสทิงพระ     |
| 03 | Amphoe Chana            | อำเภอจะนะ       |
| 04 | Amphoe Na Thawi         | อำเภอนาทวี       |
| 05 | Amphoe Thepha           | อำเภอเทพา       |
| 06 | Amphoe Saba Yoi         | อำเภอสะบ้าย้อย    |
| 07 | Amphoe Ranot            | อำเภอระโนด      |
| 08 | Amphoe Krasae Sin       | อำเภอกระแสสินธุ์   |
| 09 | Amphoe Rattaphum        | อำเภอรัตภูมิ       |
| 10 | Amphoe Sadao            | อำเภอสะเดา      |
| 11 | Amphoe Hat Yai          | อำเภอหาดใหญ่     |
| 12 | Amphoe Na Mom           | อำเภอนาหม่อม     |
| 13 | Amphoe Khuan Niang      | อำเภอควนเนียง    |
| 14 | Amphoe Bang Klam        | อำเภอบางกล่ำ     |
| 15 | Amphoe Singhanakhon     | อำเภอสิงหนคร     |
| 16 | Amphoe Khlong Hoi Khong | อำเภอคลองหอยโข่ง |

### Lokalverwaltung
Für das ganze Gebiet der Provinz besteht eine Provinz-Verwaltungsorganisation (องค์การบริหารส่วนจังหวัด, kurz อบจ., Ongkan Borihan suan Changwat; englisch Provincial Administrative Organization, PAO).
In der Provinz gibt es zwei Großstädte (เทศบาลนคร – Thesaban Nakhon):
- Hat Yai (เทศบาลนครหาดใหญ่) und
- Songkhla (เทศบาลนครสงขลา),

sowie acht Städte (เทศบาลเมือง – Thesaban Mueang):
- Khao Rup Chang (เทศบาลเมืองเขารูปช้าง),
- Khlong Hae (เทศบาลเมืองคลองแห),
- Kuan Lang (เทศบาลเมืองควนลัง),
- Kho Hong (เทศบาลเมืองคอหงส์),
- Singha Nakhon (เทศบาลเมืองสิงหนคร),
- Padang Besar (เทศบาลเมืองปาดังเบซาร์),
- Ban Phru (เทศบาลเมืองบ้านพรุ) und
- Sadao (เทศบาลเมืองสะเดา).

Daneben gibt es 21 Kleinstädte (เทศบาลตำบล – Thesaban Tambon).